# Камілло Боргезе
Камілло Філіппо Людовіко Боргезе (19 липня 1775, Рим - 9 травня 1832, Флоренція) — італійський принц, колекціонер мистецтва, представник роду Боргезе, другий чоловік Поліни Бонапарт, сестри Наполеона.

## Життєпис
Був сином Маркантоніо IV Боргезе. Після вступу наполеонівських військ до Італії підтримав Наполеона.
У 1803 році став чоловіком Поліни Бонапарт після смерті її першого чоловіка, генерала Шарля Леклерка.
У 1804 році отримав французький княжий титул. У наступні роки служив в армії Наполеона.
У 1806 році його відправили до Варшави, де він мав готувати повстання. У тому ж році він був призначений принцом Гуасталли та губернатором П'ємонту (1807-1814). Через численні зради дружини він фактично жив окремо від неї. Він погодився на її повернення лише в 1825 році, за три місяці до її смерті.
Був відомим колекціонером мистецтва, більшу частину колекції він успадкував від своїх предків (зараз знаходиться в Галереї Боргезе в Римі. У 1805 році він замовив Антоніо Канові скульптуру своєї дружини, яка вважається однією з його найвідоміших робіт.
У 1807 році змушений Наполеоном продати йому частину сімейної колекції, включаючи 154 статуї, 160 бюстів, 170 барельєфів, 30 колон і різні вази. Продані роботи склали колекцію Боргезе в Луврі.
У 1827 придбав у Парижі відому картину Корреджо «Даная». Він опікувався сімейною Віллою-Боргезе в Римі, де зберігалася колекція мистецтва.